# Lanser Bach
Der Lanser Bach, auch Mühlbach oder Lanserbach, ist ein rund 4 km langer Zufluss des Amraser Gießen in Tirol.

## Verlauf
Der Lanser Bach entsteht westlich von der Römerstraße (L38) im Gemeindegebiet von Lans auf etwa 950 m ü. A. Nach ca. 2 km nimmt der den Mühlseebachl, den Abfluss des Mühlsees, nach links auf. Zunächst durchfließt er ein kleines Stück das Gemeindegebiet von Aldrans, anschließend durch den östlichen Teil des Ambraser Schlossparks. Östlich von Amras mündet der Bach in den Amraser Gießen.